# Liebe auf Eis
Liebe auf Eis ist ein deutscher Spielfilm von Kurt Meisel aus dem Jahr 1950. Der Film wurde mit dem Titel Liebe auf Eis gestartet und als Männer um Angelika fortgeführt.

## Handlung
Die Pressefotografin Angelika Langhoff steht zwischen drei Verehrern: dem Eishockey-Stürmer Toni Staudtner, dem Rundfunkreporter Kurt Frischauf und dem Skispringer Birger Sörensen. Den ersten Platz in ihrem Herz nimmt jedoch Peter ein. Dieser vermeintliche zusätzliche Rivale entpuppt sich aber als Angelikas 6-jähriger Sohn. Dadurch ermutigt, trägt Staudtner entscheidend zum Erfolg seines Vereins bei der deutschen Eishockeymeisterschaft bei. Die Jugendfreunde werden ein Paar, zumal sich der kleine Peter als ihr gemeinsamer Sohn erweist.

## Produktion
Liebe auf Eis wurde in den Filmateliers München-Geiselgasteig hergestellt. Die Außenaufnahmen entstanden in Garmisch-Partenkirchen, auf dem Zugspitzplateau und am Schneefernerhaus. Der Film hatte seine Uraufführung am 4. August 1950 in Freiburg (Kurbel). Szenenfotos, Programmhefte und Plakate sind unter Heinz Erhardt Freunde zu sehen.

## Kritik
Das Lexikon des internationalen Films bezeichnete den Film als gefällig inszenierte, im Wintersport-Milieu von Garmisch und der Zugspitze spielende, leichte Unterhaltung.